# NUTF2
NUTF2 (англ. Nuclear transport factor 2) – білок, який кодується однойменним геном, розташованим у людей на короткому плечі 16-ї хромосоми. Довжина поліпептидного ланцюга білка становить 127 амінокислот, а молекулярна маса — 14 478.
| 10         |  | 20         |  | 30         |  | 40         |  | 50         |
| ---------- |  | ---------- |  | ---------- |  | ---------- |  | ---------- |
| MGDKPIWEQI |  | GSSFIQHYYQ |  | LFDNDRTQLG |  | AIYIDASCLT |  | WEGQQFQGKA |
| AIVEKLSSLP |  | FQKIQHSITA |  | QDHQPTPDSC |  | IISMVVGQLK |  | ADEDPIMGFH |
| QMFLLKNIND |  | AWVCTNDMFR |  | LALHNFG    |  |            |  |            |

A: Аланін

C: Цистеїн

D: Аспарагінова кислота

E: Глутамінова кислота

F: Фенілаланін

G: Гліцин

H: Гістидин

I: Ізолейцин

K: Лізин

L: Лейцин

M: Метіонін

N: Аспарагін

P: Пролін

Q: Глутамін

R: Аргінін

S: Серин

T: Треонін

V: Валін

W: Триптофан

Задіяний у таких біологічних процесах, як транспорт, транспорт білків, транспорт мРНК, транслокація, ацетилювання. 
Локалізований у цитоплазмі, ядрі, мембрані, комплексі ядерної пори.